# Усть-Баяк
Усть-Баяк — деревня в Красноуфимском округе Свердловской области. Ранее входила в состав Усть-Баякского сельского совета.

## География
Усть-Баяк расположен на обоих берегах реки Баяк, в 14 километрах на восток от административного центра округа и района — города Красноуфимска.

### Часовой пояс
Усть-Баяк как и вся Свердловская область, находится в часовой зоне МСК+2. Смещение применяемого времени относительно UTC составляет +5:00.

## История
В деревне Усть-Баяк на собственной вотчинной земле проживали башкиры — кущинцы и припущенники. В 1859 году их было 238 человек.

## Население
| 2002 | 2010 | 2021 |
| ---- | ---- | ---- |
| 480  | ↘387 | ↘269 |

Согласно переписи 2010 года, в Усть-Баяке проживают татары.

## Улицы
В Усть-Баяке девять улиц: Гагарина, Ленина, Мирная, Набережная, Озёрная, Октября, Советская, Трактовая и Энергетиков; один переулок — Трактовый.